# Stophout
Stophout is hout van lage kwaliteit, dat gebruikt wordt om er de lading van een schip of ander vervoermiddel mee vast te zetten. Bij een flinke  zeegang kan een schip gaan rollen of stampen en dan is van belang dat de lading niet overgaat of gaat schuiven. Door middel van stophout zet de sjorder voor het vertrek alles in het laadruim zeevast.
Stophout wordt in de huidige tijd minder gebruikt, omdat schepen niet zoveel stukgoed meer vervoeren. Het meeste vervoer over zee gebeurt met containers, waarin de lading beter passend is vast te zetten. 
In vroeger jaren werd bij het lossen van het schip het stophout eenvoudig overboord gezet. Daarmee werd het weer bruikbaar voor schippers als brandhout of om er keggen of andere nuttige voorwerpen van te maken. Schippers zijn er niet rouwig om dat dit verleden tijd is, omdat op moderne binnenschepen nagenoeg geen houtkachels meer worden gebruikt en bovendien losdrijvend hout schade aan de scheepsschroef kan veroorzaken. Of, nog veel erger, klem kan raken in het schroefraam of schroeftunnel of zelfs tussen de roeren, waarmee de navigatie ernstig kan worden belemmerd.